# Werner Uschkurat

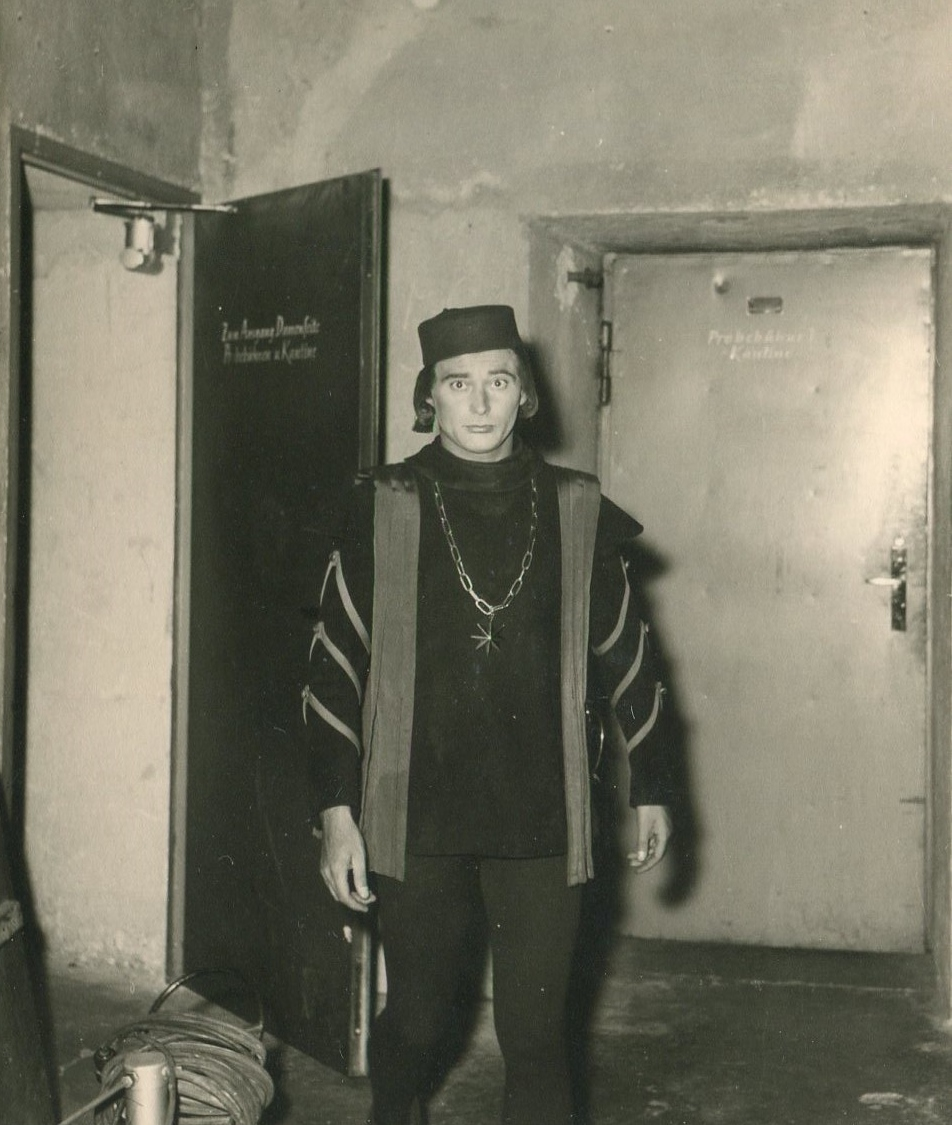
Werner Uschkurat hinter den Kulissen der Münchner Kammerspiele 1957

Werner Uschkurat (* 12. Oktober 1929 in Berlin) ist ein deutscher Schauspieler, Drehbuchautor, Synchronsprecher und -regisseur.

## Wirken
Nach Beendigung seiner Schullaufbahn und Schauspielunterricht bei Marlise Ludwig begann Uschkurat seine Karriere 1950 zunächst mit kleineren Rollen in DEFA-Filmen. Mitte des Jahrzehnts siedelte er in den Westen Deutschlands über und trat in zahlreichen Fernsehfilmen auf, überraschenderweise jedoch auch 1958 in Roger Cormans Science-Fiction-Film Planet der toten Seelen. Von 1953 bis 1956 war er als Darsteller am Schauspielhaus Hamburg engagiert. Von 1957 bis 1959 an den Münchner Kammerspielen. Uschkurat betätigte sich daneben umfangreich als Theaterschauspieler, so an den Münchner Kammerspielen. Bekannt wurde er für die Mitwirkung in Shakespeare-Stücken, so unter der Regie Fritz Kortners in Was ihr wollt oder 1958 als Rodrigo in der zugleich verfilmten Aufführung von Othello an der Seite von Peter Pasetti.
Seit 1967 sind keinerlei Film- oder Fernsehauftritte mehr von Uschkurat bekannt. Seit jener Zeit konzentriert er sich auf seine bis heute andauernde Synchrontätigkeit. Seine kühle, leicht nasale Stimme war anfänglich in eher unbedeutenden Filmen zu hören, ehe er 1966 einer der Stammsprecher Klaus Kinskis wurde. Der umfangreich international tätige deutsche Mime synchronisierte sich nur höchst selten selbst. Uschkurats erster Einsatz für Kinski war 1966 im legendären Für ein paar Dollar mehr von Sergio Leone, sein letzter 1986 im Horrorfilm Killerhaus. Neben ihm waren auch die Sprecher Fred Maire und Gerd Martienzen sehr oft als Stimme Kinskis im Einsatz.
Uschkurat war außerdem zu hören auf John Lennon in Wie ich den Krieg gewann, Donald Pleasence in Im Schatten des Triumphbogens, John Whitehead in Der gute Hirte und zuletzt Fritz Weaver in Muhammad Alis größter Kampf. Als Episodensprecher trat er u. a. in Simon Templar, Die Nanny und The Guardian – Retter mit Herz in Erscheinung. Ebenfalls aktiv war Uschkurat als Dialogbuchautor und Synchronregisseur, darunter bei Eine Dame verschwindet von Alfred Hitchcock, Red River mit John Wayne, der Oscar-Gewinner Einer flog über das Kuckucksnest, Carrie – Des Satans jüngste Tochter, Holocaust und der Mehrteiler Die Dornenvögel. 1977 war er Übersetzer des deutschen, für den internationalen Markt jedoch in englischer Sprache produzierten Bergman-Films Das Schlangenei, selbiges gilt für den vier Jahre später entstandenen Fassbinder-Film Lili Marleen.

## Filmografie (Auswahl)
- 1950: Familie Benthin
- 1950: Saure Wochen – frohe Feste
- 1952: Sein großer Sieg
- 1952: Schatten über den Inseln
- 1953: Geheimakten Solvay
- 1957: Daughter of Dr. Jekyll (Die Totengruft des Dr. Jekyll) (nur in den vom deutschen Verleih verlängerten Einleitung)
- 1958: War of the Satellites (Planet der toten Seelen) (nur in den vom deutschen Verleih verlängerten Einleitung)
- 1959: Die Räuber (TV-Film)
- 1960–1965: Aus dem Bücherschrank geholt (TV-Serie, in 3 Folgen)
- 1961: Johnny Belinda (TV-Film)
- 1964: Schnellzug nach Venedig (TV-Film)
- 1967: Freitag muss es sein (TV-Film)

## Hörbücher
- 2017 (Audible): Xenia Jungwirth: Pforte der Finsternis (gemeinsam mit Patrick Roche und Christoph Jablonka)